# جف هندرسون
جف هندرسون (به انگلیسی: Jeff Henderson) (زاده ۱۹ فوریه ۱۹۸۹ آمریکا) یک ورزشکار در رشته پرش طول می‌باشد، او موفق شد در المپیک ۲۰۱۶، مدال طلای این رشته را به دست بیاورد.